# ليليو أورتشي
ليليو أورتشي (بالإيطالية: Lelio Orci) ـ (ولد في سان جوفاني إينكاريكو بمقاطعة فروزينوني الإيطالية في 22 مارس 1937) هو عالم إيطالي، تخصص في علم الغدد الصم وداء السكري، وهو أستاذ شرفي بقسم علم التشكل بمدرسة طب جامعة جنيف. حصل على جائزة الملك فيصل العالمية في الطب سنة 1407 هـ/1986 م مناصفة مع السويسري ألبرت رينولد.

## حياته
ولد أورتشي في في سان جوفاني إنكاريكو بمقاطعة فروزينوني الإيطالية في 22 مارس 1937، وحصل على درجة ا لبكالوريوس في الآداب سنة 1958، ثم التحق بدراسة الطب في جامعة روما، حيث تخرج سنة 1964. وفي سنة 1966، انتقل إلى جامعة جنيف، التي ظل يعمل فيها حتى تقاعده. تولى رئاسة قسم علم التشكل في جامعة جنيف في الفتر من 1976 إلى 2002، وتقاعد سنة 2004.
عُرف أورتشي بأعماله البحثية في المجهر الإلكتروني، وتعاون سنة 1984 مع جيمس روثمان في أبحاثه التي أدت في النهاية إلى فوز روثمان وراندي شيكمان وتوماس سودهوف جائزة نوبل في الطب سنة 2013.